# Мезенцев, Александр Александрович
Александр Александрович Мезенцев (27 марта 1941 года, Хабаровск, Хабаровский край, СССР - 4 мая 1998 года, Таксимо, Бурятия, Российская Федерация) - первостроитель посёлка Таксимо на Байкало-Амурской магистрали.

## Биография
Александр Александрович Мезенцев родился 27 марта 1942 года в семье военного в городе Хабаровске.
Трудовую деятельность начал с 16-ти лет, после окончания вечерней школы на производстве.
В 1960-1962 гг. - ученик дизелиста, дизелист электростанции.
В 1962 году поступил в Московский инженерно-экономический институт.
В 1963-1965 гг. служил в рядах Советской армии.
После окончания службы в 1965 году продолжил учёбу в институте, который окончил в 1969 году. Затем несколько лет работал в Москве в тресте Мособлоргтехстрой Министерства транспортного строительства СССР.
В 1975 году, откликнувшись на призыв партии, едет на строительство Байкало-Амурской магистрали. В посёлке Золотинка на Якутском участке БАМа, он получает должность начальника планово-производственного отдела СМП-578.
В 1978 году переезжает в Бурятию, на Бурятский участок БАМа в поселок Кичера и работает в СМП-608 заместителем начальника по производству. Именно им было принято смелое для того времени решение: не сжигать лес, оставшийся при вырубке просеки под железную дорогу, а складировать его в специальных "карманах" в тайге, а затем пустить его на строительство жилых домов в посёлке Кичера. Построенные из этого леса дома стоят и по сей день. 
В 1980 году назначается начальником вновь организованного СМП-670 и прибывает в составе первого десанта из восьми человек на строительство станции в Таксимо в начале этого же года.
Вначале нужно было построить, как и повсеместно на БАМе, временный поселок строителей, однако А.А. Мезенцев стремился строить только благоустроенное жилье. Хотя СМП-670 только формировался, в нем царили дух коллективизма, энтузиазм и одержимость в работе. Видя этот трудовой порыв и осознавая историческую значимость происходящего, А.А. Мезенцев принял ещё одно смелое решение: он даёт возможность работать именно фотографом числившемуся лесорубом молодому и талантливому Виктору Войналовичу, которого он знал ещё по  работе в СМП-608 в посёлке Кичера. Благодаря этому в наше время мы можем увидеть множество моментов той героической эпохи.   
Мезенцев направил силы отряда на строительство объектов первой необходимости – общежитий, столовой, школы (которую построили к 1 сентября). Были построены первое на БАМе футбольное поле с травяным покрытием и ДК «Корчагинец» с зрительным залом на 440 мест.
С Мезенцевым коллектив поезда дошел до «золотого звена» Балбухты и Куанды.
В 1987 году А.А. Мезенцев назначен заместителем по экономике, а затем первым заместителем начальника управления строительства «Бамстройпуть» в поселке Новая Чара.
В 1992 году был создан новый  Муйский  район с центром в  поселке Таксимо. По предложению руководства района А.А.Мезенцев вернулся в Таксимо на должность первого заместителя председателя райсовета. Люди оказывают ему доверие, избрав главой администрации района. На этом месте он проработал (с перерывами) до 1998 года.
В тяжелые 1990-е он сумел сохранить все школьные, дошкольные и медицинские учреждения. В предвыборных тезисах А.А.Мезенцева было всего несколько слов: «Могу сделать только то, что законно, правильно, возможно». Его программа была сориентирована на социальное и экономическое развитие района, на заботу и внимание таким отраслям, как образование, медицина, культура, охрана природы.
Поздравляя жителей района с новым 1994 годом, А.А. Мезенцев пожелал всем не терять оптимизма и сказал:

«Перед каждым должна стоять цель, которую он должен достичь. Старых бамовцев по-прежнему должен объединять БАМ, его перспективное освоение. Только недалекий человек может считать, что БАМ строили зря. Время БАМа еще впереди, а приблизить его могут только успешные экономические реформы. Желаю всем здоровья, и дожить в Муйском районе до лучших времен, ради которых мы сюда приехали»
Друзьям и коллегам он запомнился как "энергичный, грамотный, квалифицированный инженер, ответственный и порядочный руководитель. Он умело заботился о людях, знал, чем они живут, был прост и доступен. Молодежь считала его старшим братом, недаром на одном из комсомольских собраний ему присвоили звание  «Почетный боец отряда Комсомолец Бурятии». То, каким он был человеком, ярко характеризует тот факт, что, хотя в быстрорастущем Таксимо чуть ли не каждую неделю справляли новоселья, Мезенцев с женой и дочерью-второклассницей долгое время жил в вагончике, хотя мог бы по праву занять квартиру в любом из готовых домов. Он считал, что есть люди, более нуждающиеся в жилье, нежели он.
А.А. Мезенцев умер 4 мая 1998 года на 57 году жизни в результате перенесённого тяжелейшего инфаркта. Похоронен в Таксимо.

## Награды
Александр Александрович Мезенцев награждён орденом «Знак Почёта», орденом Трудового Красного знамени, медалью "За строительство Байкало-Амурской магистрали", медалью «Ветеран труда» и другими наградами.

## Память
В летописи Муйского района навсегда останется вписанным имя Александра Александровича Мезенцева, а школа №1 посёлка Таксимо носит его имя.